# Władysław Narkiewicz
Władysław Narkiewicz (ur. 19 lutego 1936) – polski matematyk, znany z prac z algebraicznej teorii liczb, algebry i historii matematyki. Profesor zwyczajny od 1974 roku.

## Życiorys
Obronił doktorat w roku 1961 i habilitował się w 1967 na Uniwersytecie Wrocławskim, gdzie wykładał od 1974 do 2006. Pełnił w swoim życiu wiele różnych funkcji na Uniwersytecie, był m.in. kierownikiem Instytutu Matematycznego, dziekanem Wydziału Matematyki i Fizyki oraz prorektorem do spraw naukowych.
W 1968 otrzymał Nagrodę im. Stefana Banacha

## Niektóre prace
- The Development of prime number theory. Springer, 2002. Brak numerów stron w książce
- Elementary and Analytic Theory of Algebraic Numbers. Wyd. 3. Springer, 2004. ISBN 83-01-13604-9. Brak numerów stron w książce
- Teoria Liczb. Wyd. 3. Wydawnictwo Naukowe PWN, 2003. Brak numerów stron w książce
- Uniform distribution of sequences of integers in residue classes. Springer, 1984. ISBN 3-540-13872-2. Brak numerów stron w książce
- Polynomial mappings. Springer, 1995. ISBN 3-540-59435-3. Brak numerów stron w książce
- Teoria Galois dla nauczycieli. Wydawnictwo Uniwersytetu Wrocławskiego 1994.
- Rational Number Theory in 20th Century, Springer, London, 2012. ISBN 978-0-85729-531-6

Narkiewicz był promotorem 6 rozpraw doktorskich, w tym prac W. Więsława(1971), J.Śliwy(1975), E.Dobrowolskiego(1979), A.Mądreckiego(1986), T.Webera(1989), R.Marszałak(1990) i T.Pezdy(1994).